# Peene
Il Peene è un fiume che scorre nella Germania nord-orientale, precisamente nello Stato del Meclemburgo-Pomerania Anteriore. Il suo nome ha origine slava e significa corso d'acqua. Esso sfocia, nei pressi della città di Anklam, nel cosiddetto Peenestrom.
Nella parte superiore del suo corso è alimentato da numerosi piccoli affluenti, tutti denominati Peene. Nella parte inferiore esso scorre con lieve pendenza attraverso un'ampia valle di origine glaciale, nella quale sono presenti numerose aree naturali protette. La valle del Peene è la più grande zona umida dell'Europa centrale.
Dal suo estuario fino a Demmin il Peene è classificato con la classe IV di navigabilità secondo il sistema di navigazione interna tedesco e successivamente fino a Malchin la classe di navigabilità è III.

## Peene
Il Peene vero e proprio sgorga 5 km a sud di Gnoien, vicino alla strada per Teterow ad un livello di 28 m sotto il Normalnull (abbreviato in NN., in lingua italiana: zero normale). Dopo 2 km raggiunge, nei pressi di Altkalen, un lago denominato Teich (stagno). Di qui scorre verso sud fino a circa 15 km dallo sbocco del Teterower Peene, ad un livello di 0.5 m sotto il Normalnull, di qui ancora 12 km verso est, quindi entra nella città di Neukalen ove affluisce nel lago Kummerower. Dopo Neukalen il Peene è canalizzato.

### Peene di Teterower
Un altro affluente del Peene è il Teterower Peene, conosciuto anche come Kleine Peene (Piccolo Peene) sorge pochi chilometri a sudovest di Teterow. Esso attraversa la cittadina ove entra nel lago di Teterow (2,2 m sotto il NN), che lascia presso Alt Sührkow e sfocia nel Peene vero e proprio a metà strada fra il lago stesso e Neukalen-Karnitz.

### Peene occidentale
Il Peene occidentale, Westpeene, si forma da numerosi ruscelli emergenti da una zona torbiera ad est di Vollrathsruhe ed a nord di Klocksin. Dopo circa 4 km in direzione nord-est, dopo aver incorporato le acque della gora per mulini proveniente da Ziddof, sfocia nel Lago di Malchin (Malchiner See), a 0,3 m sotto il NN. All'estremità nordorientale del lago entra in una zona umida, che oggi forma il canale non più navigabile  Dahmer Kanal, che costituisce il principale emissario del lago, mentre verso sud si snoda in numerosi insignificanti ruscelli. A nord di Malchin il Dahmer Kan ed il Peene orientale confluiscono nel Peenekanal, il tratto canalizzato del fiume Peene. Nel porto di Malchin inizia il corso vero e proprio del fiume.

### Peene orientale
La sua sorgente si trova nei pressi dello spartiacque tedesco fra il mare del Nord ed il Mar Baltico, sul bordo settentrionale del Parco Nazionale di Müritz, a circa 8 km ad est di Waren, presso il comune di Kargow. Di qui scorre verso nord attraverso il lago di Torgelow, presso l'omonimo paese, ed attraverso il lago di Rittermannshagener. A nord del paese di Faulenrost accoglie le acque del suo maggior affluente, il Kittendorfer Peene, che sgorga a circa 28 km, tra i centri di Briggow e Bredenfelde. Dopo circa 20 km, in Malchin, ha ancora quasi il livello del mare. Da Malchin fino al lago Kummerower (0,2 m sotto il NN) prende anche il nome di Peene di Malchin (Malchiner Peene) e diviene un canale navigabile che raggiunge il corso canalizzato del Peene vero e proprio.

### Ulteriore corso
Il fiume lascia il lago Kummerower alla sua estremità settentrionale presso Aalbude, frazione di Dargun, come corso d'acqua navigabile. Due chilometri a nord del lago vi confluisce il Röcknitzbach, dopo di che il Peene fluisce verso nord-est, passa ad Demmin e Loitz e quindi prende la direzione sud-ovest attraverso Jarmen fino all'altezza di Anklam. In questo tratto il fiume non ha quasi pendenza (24 cm di dislivello). Nell'ampia valle di origine glaciale il suo percorso finale attraversa molte zone umide o paludose. Presso Demmin, che fino al XIX secolo era un porto di mare, il livello delle acque è a 10 cm sotto il Normalnull.
Qui sfociano nel Peene da sud-est il Tollense, che nasce dal lago Tollensee, e da nord-ovest il Trebel. Presso Loitz il Peene accoglie le acque dello Schwinge, che scorre nei suoi ultimi chilometri attraverso la valle di Ibitzgrabens.
Nella zona di Dersewitz si trova un sistema di pompaggio che in tempi di magra immette acqua nella parte meridionale canalizzata del Peene. Circa 10 km ad est di Anklam il Peene, dopo un percorso totale di 142,5 km, 110 dei quali navigabili, sfocia a mare nel cosiddetto Peenestrom.

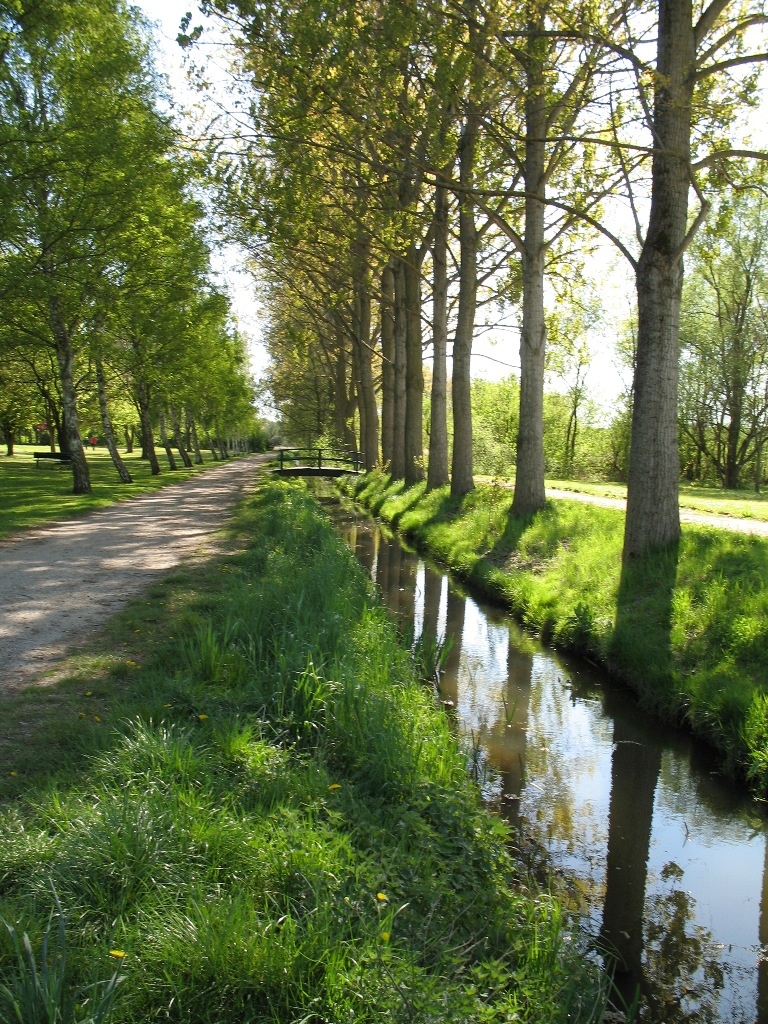
Teterower Peene
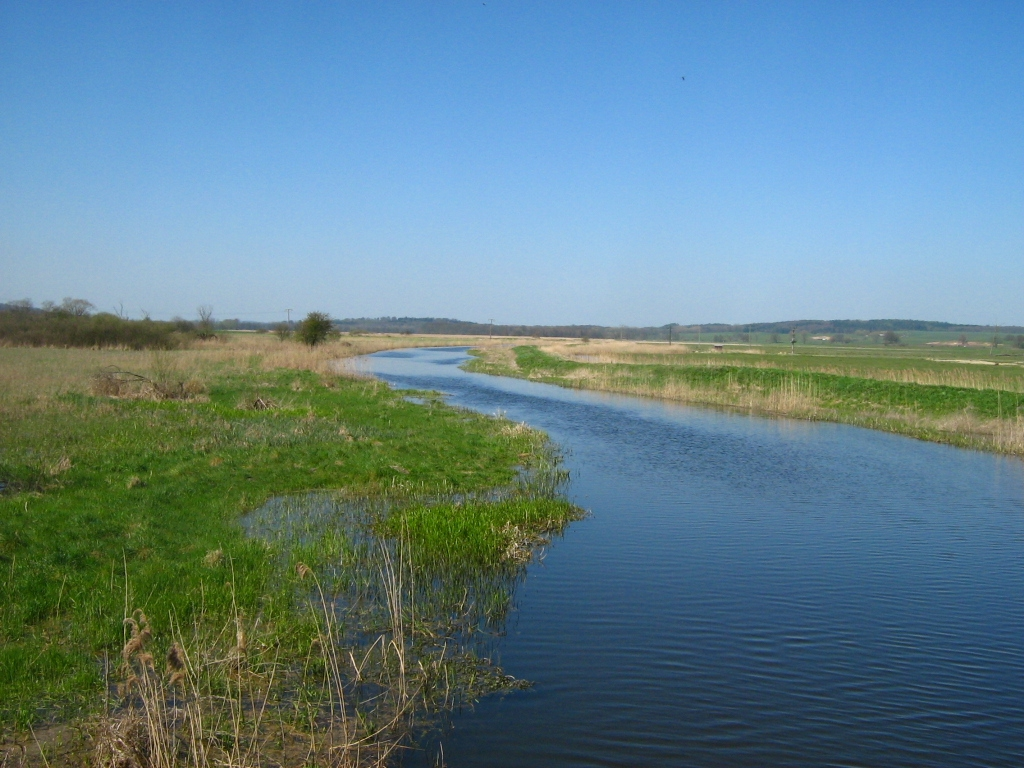
Il Peene davanti a Neukalen
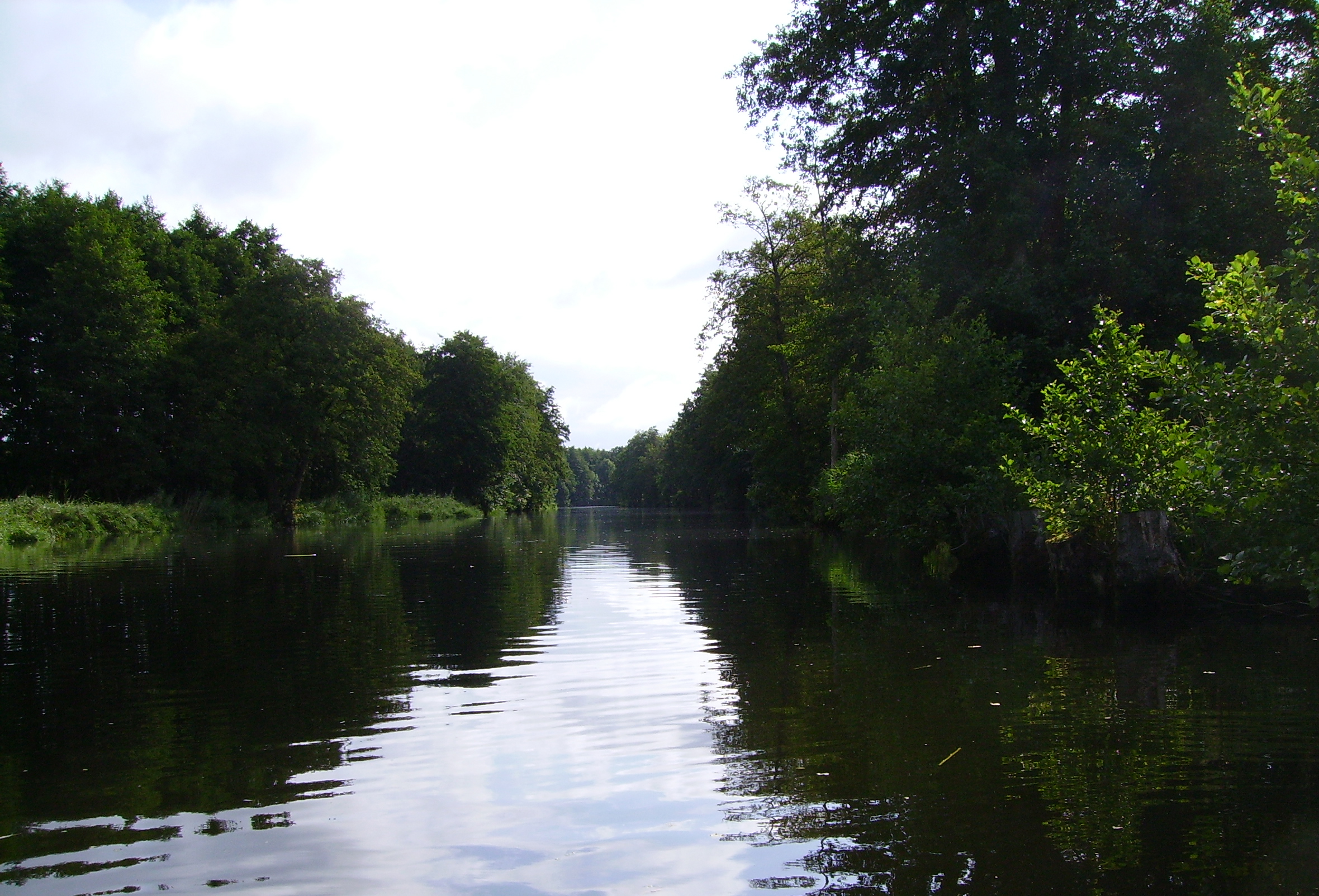
Il Peene vicino a Jarmen
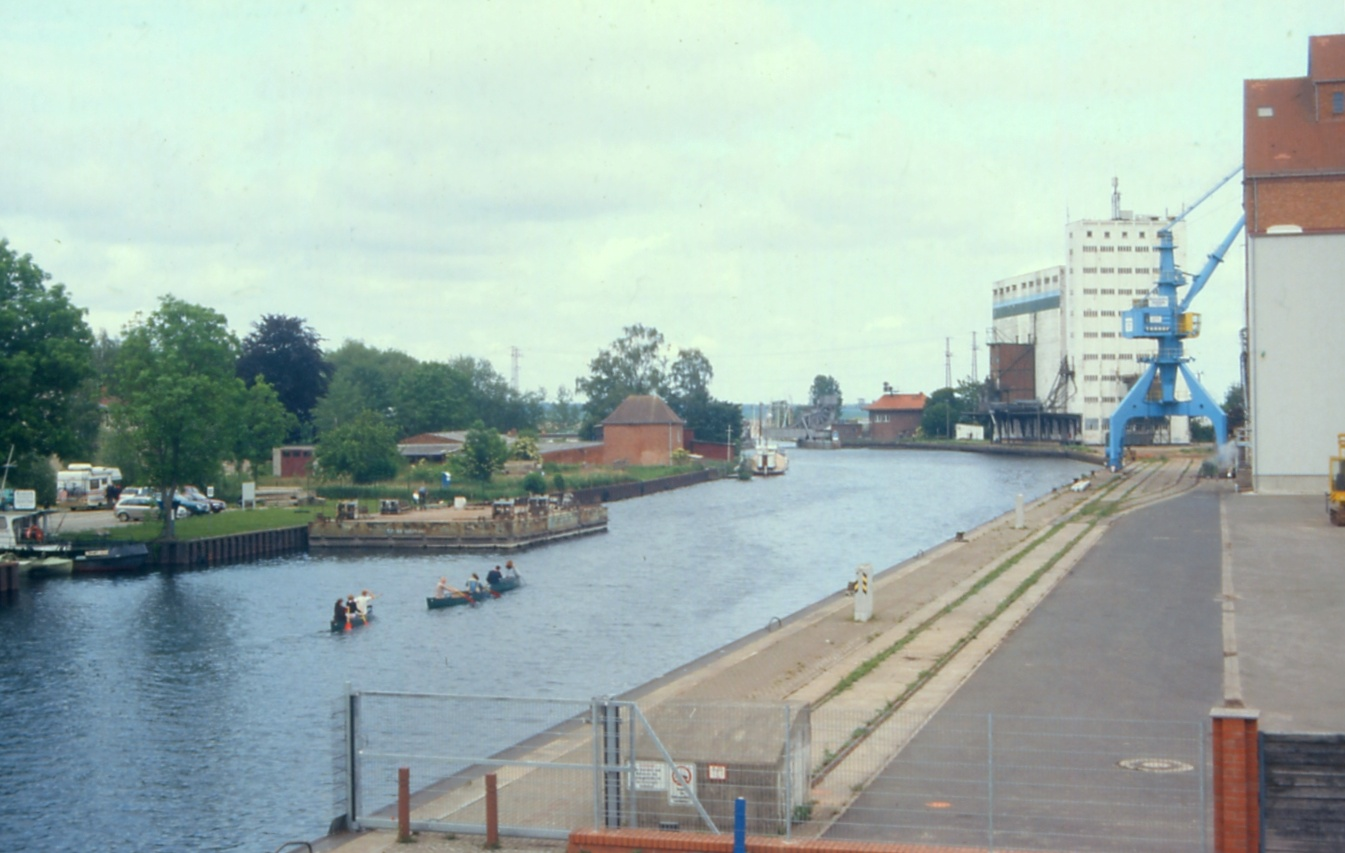
Il Peene ad Anklam

## Strom e Peenestrom

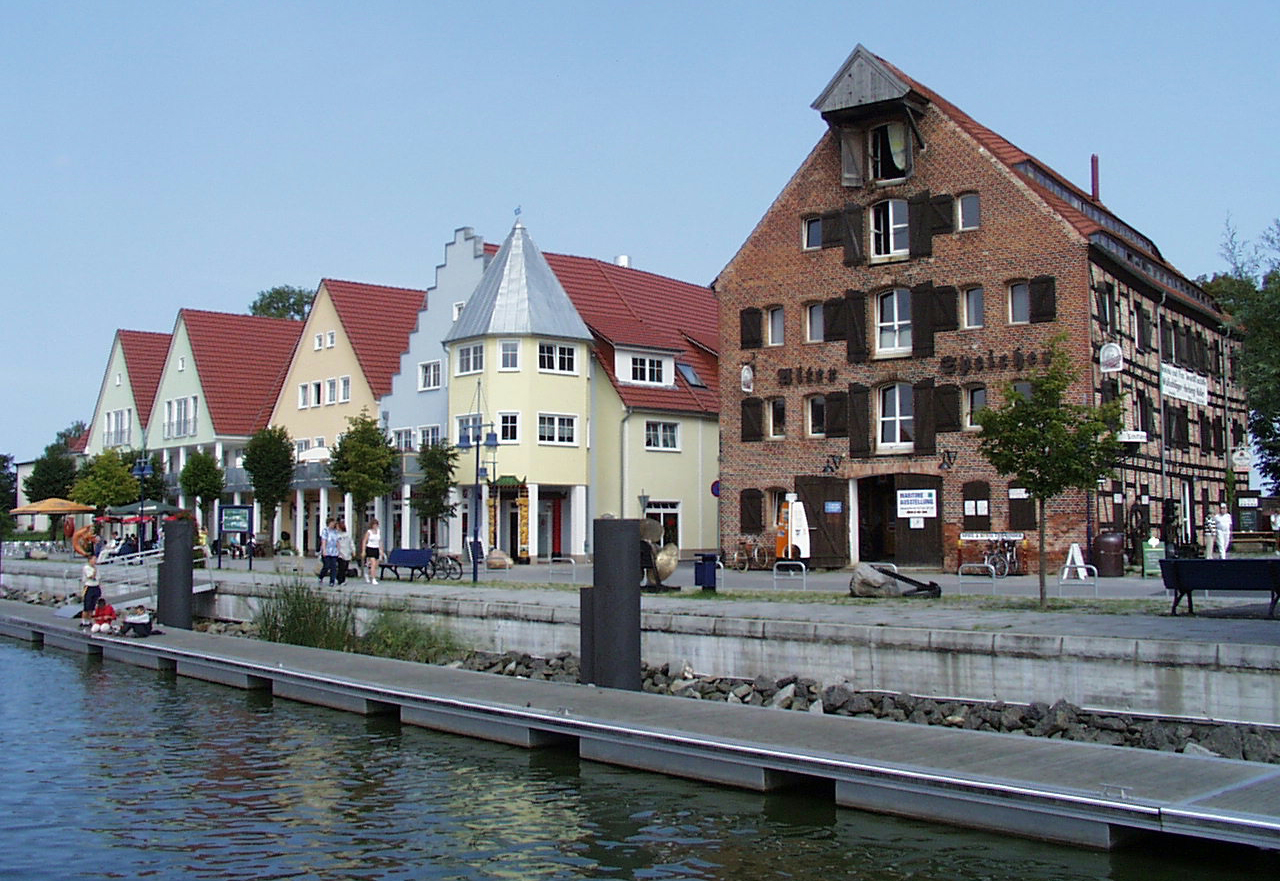
L’antico porto di Wolgast

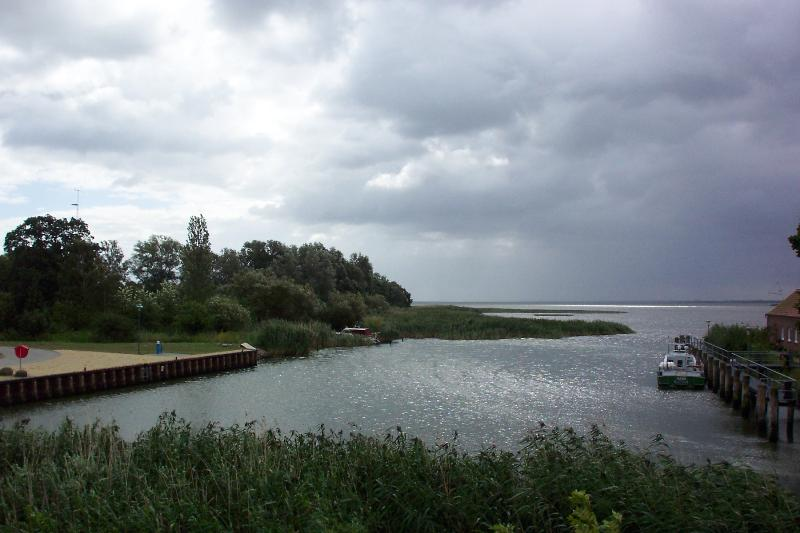
Il Peenestrom presso Karnin

Strom e Peenestrom formano insieme il ramo occidentale della foce dell'Oder e dividono l'isola di Usedom  dal continente. Lo Strom collega lo Stettiner Haff, detto anche  Oderhaff, in direzione ovest con la piccola foce del Peene lontana circa 6 km.
Da questa unione fluisce verso nord il Peenestrom, che si apre verso est in una grossa baia, l'Achterwasser. Quindi si restringe nuovamente e passa fra collinette la città di 
Von dieser Vereinigung aus fließt der in nördlicher Richtung und öffnet sich dabei nach Osten zu einer großen Bucht, dem Dann verengt er sich wieder und passiert zwischen Hügeln die Stadt Wolgast. A circa 15 km da quest'ultima, fra Peenemünde e Kröslin, il Peenestrom raggiunge un'altra baia, la Spandowerhagener Wiek nel Greifswalder Bodden e, attraverso questa, il mare aperto.

## Corrente di ritorno
Normalmente, attraverso i tre bracci dell'estuario dell'Oder cioè Strom / Peenestrom, Swine   (polacco: Swina) e Dievenow (polacco: Dziwna), fluisce più acqua dallo Haff nel mar Baltico che viceversa. Nel caso tuttavia di fenomeni anomali di alta marea possono essere spinte nello Haff anche grandi quantità d'acqua.
Lo spartiacque fra il Trebel presso Tribsees e il Recknitz presso Bad Sülze sta solo 1,3 m sotto il Normalnull. Con forti piene dell'Oder, come quella del 1997, l'acqua può esondare attraverso il Peene ed il Trebel e raggiungere il Baltico attraverso Recknitz, Saaler Bodden e Grabow, anche ad ovest dell'isola di Rügen, dopo aver passato Ribnitz-Damgarten e Barth.